# Počet met dosažených odpalem
Počet met dosažených odpalem (anglicky total bases, zkráceně TB) je statistický ukazatel útočícího hráče baseballu. Je definován jako počet met, které získá pálkař svými odpaly během určité doby. Nezapočítavají se mety získané jinak než odpalem. Jednometovým odpalem pálkař získává jednu dosáhnutou metu, dvoumetovým dvě mety, třímetovým tři mety a homerunem čtyři mety.